# Stadion Partizana
Stadion Partizana (serbiska: Стадион Партизанa) är en multifunktionsarena (friidrottsarena) i Autokomanda, Belgrad, Serbien, invigd den 22 december 1951. Fram till 1989 gick arenan under namnet JNA-stadion (Jugoslaviska folkarmé-stadion; Стадион Југословенска Hародна Aрмија, Stadion Jugoslovenska Narodna Armija). Den första matchen som spelade på arenan ägde rum den 9 oktober 1949, två år före den officiella invigningen samt när arenan var under uppbyggnad, mellan Jugoslaviens och Frankrikes herrlandslag i fotboll (matchen slutade oavgjort, 1–1).
Arenan har kapacitet för 32 710 åskådare vid sportevenemang, och rymmer cirka 40 000 åskådare vid konserter.